# Александер (Північна Дакота)
Александер (англ. Alexander) — місто (англ. city) в США, в окрузі Маккензі штату Північна Дакота. Населення — 319 осіб (2020).

## Географія
Александер розташований за координатами 47°50′17″ пн. ш. 103°38′29″ зх. д. / 47.83806° пн. ш. 103.64139° зх. д. (47.838017, -103.641443).  За даними Бюро перепису населення США в 2010 році місто мало площу 3,72 км², з яких 3,70 км² — суходіл та 0,02 км² — водойми. В 2017 році площа становила 3,24 км², з яких 3,22 км² — суходіл та 0,02 км² — водойми.

## Демографія
Згідно з переписом 2010 року, у місті мешкали 223 особи в 100 домогосподарствах у складі 60 родин. Густота населення становила 60 осіб/км².  Було 120 помешкань (32/км²).
Расовий склад населення:
| - 91,5 % — білих - 4,9 % — корінних американців - 1,8 % — чорних або афроамериканців |

До двох чи більше рас належало 1,3 %. Частка іспаномовних становила 4,9 % від усіх жителів.
За віковим діапазоном населення розподілялося таким чином: 18,4 % — особи молодші 18 років, 66,4 % — особи у віці 18—64 років, 15,2 % — особи у віці 65 років та старші. Медіана віку мешканця становила 43,3 року. На 100 осіб жіночої статі у місті припадало 125,3 чоловіків;  на 100 жінок у віці від 18 років та старших — 133,3 чоловіків також старших 18 років.
Середній дохід на одне домашнє господарство  становив 91 622 долари США (медіана — 71 250), а середній дохід на одну сім'ю — 100 336 доларів (медіана — 75 938). За межею бідності перебувало 1,3 % осіб, у тому числі 0,0 % дітей у віці до 18 років та 0,0 % осіб у віці 65 років та старших.
Цивільне працевлаштоване населення становило 95 осіб. Основні галузі зайнятості: роздрібна торгівля — 30,5 %, сільське господарство, лісництво, риболовля — 18,9 %, транспорт — 15,8 %.